# Hendrik II van Schwerin
Hendrik II van Schwerin (overleden rond 18 augustus 1267) was van 1246 tot 1267 mede-graaf van Schwerin.

## Levensloop
Hendrik II was de oudste zoon van graaf Günzel III van Schwerin en Margaretha van Mecklenburg, dochter van heer Hendrik Borwin II van Mecklenburg. Vanaf 1246 was Hendrik II medeheerser van Schwerin, maar oefende net als zijn oom Helmhold II geen echte invloed uit op het regeringsgebied.
Hendrik II bleef waarschijnlijk ongehuwd en stierf in 1267 zonder nakomelingen na te laten. Hetzelfde jaar stierf zijn oom, waarna zijn vader als enige heerser van Schwerin achterbleef.